# Pinner
Pinner és una ciutat del Gran Londres, al districte de Harrow, situada a 12 milles (19 km) nord-oest de Charing Cross. Es troba dins dels límits de l'històric comtat de Middlesex i situat a prop de la frontera amb el districte de Hillingdon. La població de Pinner, que inclou Pinner Green, Hatch End i Pinnerwood, era de 31.130 a partir de 2011.
Originalment un llogaret de l’època medieval, l’ església de Sant Joan Baptista es remunta al segle xiv i altres parts d’aquest poble històric inclouen alguns edificis de Tudor. El nou carrer alt està esquitxat d’edificis del segle xviii, mentre que Bridge Street té un caràcter més urbà i conté moltes cadenes de botigues. Pinner també continua sent un dels únics pobles del país que encara celebra una fira de carrer anual.

## Història

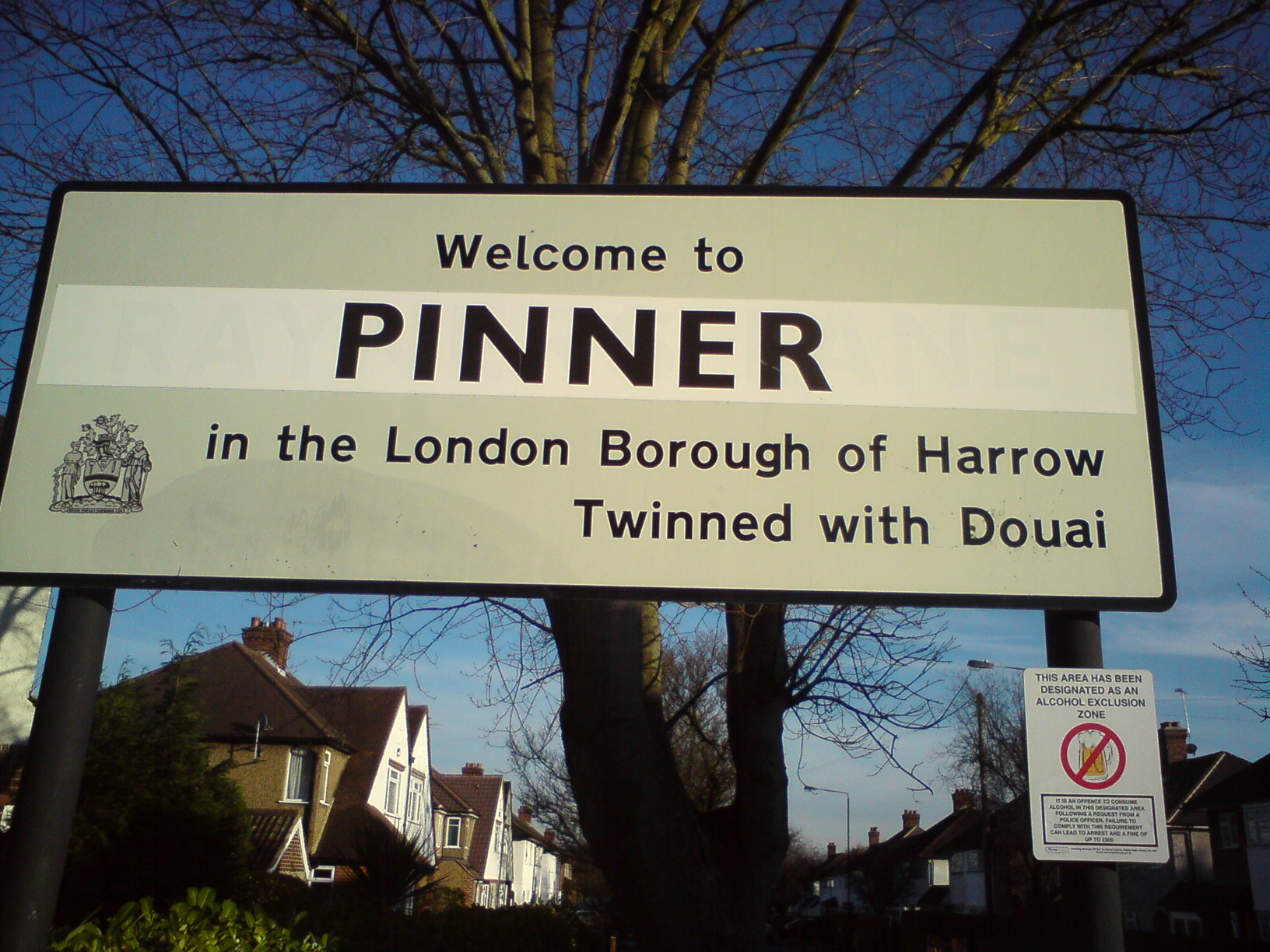
Rètol del carrer

Pinner va ser originalment un llogaret, registrat per primera vegada el 1231 com a Pinnora, encara que el ja arcaic -ora (que significa 'turó') suggereix que els seus orígens es troben a més tard del 900 aproximadament. El nom de Pinn es comparteix amb el riu Pinn, que travessa el centre de Pinner.
La part més antiga de la ciutat es troba al voltant de l'església parroquial del segle xiv de Sant Joan Baptista, a la cruïlla dels actuals Grange Gardens, The High Street i Church Lane. L'habitatge privat més antic que es conserva, East End Farm Cottage, data de finals del segle XV.
El poble es va expandir ràpidament entre el 1923 i el 1939 quan una sèrie de finques de jardí, inclosa l’àrea de conservació de la finca de Pinnerwood, arquitectònicament significativa, encoratjada pel Metropolitan Railway, van créixer al voltant del seu nucli històric. Va ser en gran part a partir d’aquest moment que la zona (incloent Hatch End, que forma la part nord-est de Pinner) va assumir gran part del seu caràcter suburbà actual. Ara la zona és contínua amb els districtes suburbans veïns, incloent Rayners Lane i Eastcote.
Pinner conté un gran nombre d’habitatges construïts a l'estil Art Deco dels anys 30, la més gran de les quals és la Elm Park Court, classificada en grau II, a la cruïlla de West End Lane i Elm Park Road.
Pinner ha celebrat una fira de carrer anual al maig des de 1336, quan va ser atorgada per Royal Charter per Edward III ; Pinner és un dels pocs llocs del Regne Unit que encara celebra una fira anual.
Pinner es troba dins dels límits de l'històric comtat de Middlesex ; estava situat a l'extrem occidental del centenar de Gore, abans que fos al districte rural de Hendon.

### Església parroquial
L'església parroquial de Sant Joan Baptista de Pinner es va consagrar el 1321, però es va construir al lloc d'un lloc de culte cristià anterior. La torre oest i el porxo sud daten del segle XV.

## Governança
El Consell Harrow està governat pel Partit Laborista des del 2014. Pinner té dues sales, Pinner i Pinner South, representades cadascuna per tres consellers. Pinner és a la circumscripció de Brent and Harrow per a l'Assemblea de Londres, que està representada des de 2008 per Navin Shah (laborista). Des de les eleccions generals de 2010, Pinner ha format part de la circumscripció parlamentària de Ruislip, Northwood i Pinner, actualment servida per David Simmonds.

## Geografia

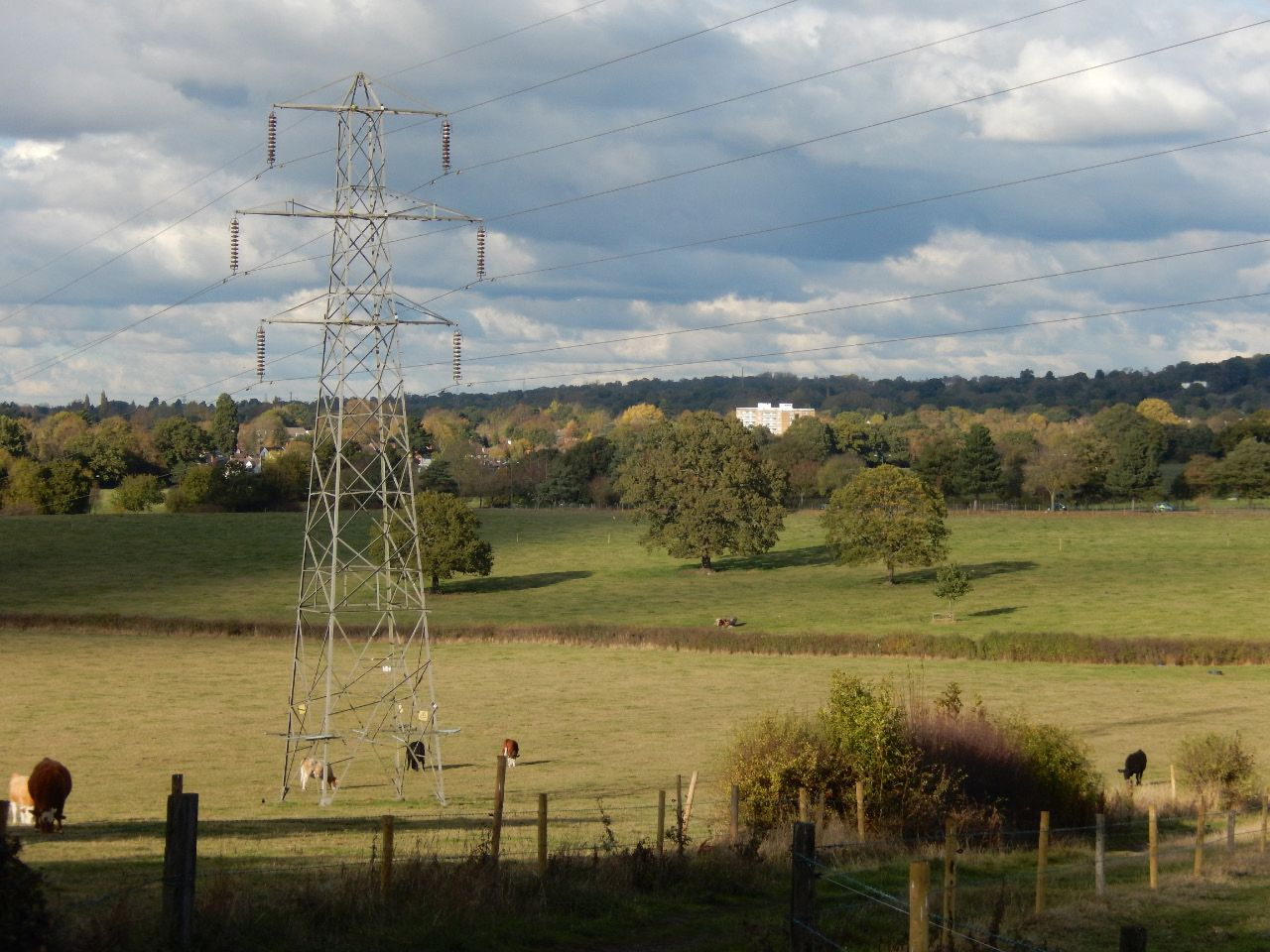
Terres de cultiu a prop de Pinner

Pinner inclou Pinner Village al seu centre, juntament amb les localitats de Pinner Green i Pinnerwood Park Conservation Area al nord. Al nord-est es troba la zona més gran de Hatch End, servida per l'estació de ferrocarril de Hatch End (originalment oberta com Pinner).
El riu Pinn flueix per Pinner, que flueix en direcció diagonal. Els grans parcs i espais oberts són Pinner Memorial Park, Pinner Village Gardens, Pinner Wood (boscos) i Pinner Park (terres de cultiu).
Gran part de Pinner té una elevació d’uns 148 peus (45 m) a 200 peus (60 m). Nower Hill s’eleva fins a un pic d’uns 260 peus (80 m) sobre el nivell del mar, mentre que el parc Pinner arriba als 203 peus (62 m). La zona semi-rural de Pinnerwood és escarpada i s'eleva fins a un cim de més de 390 peus (120 m) al voltant del camp de golf Pinner Hill.

## Demografia

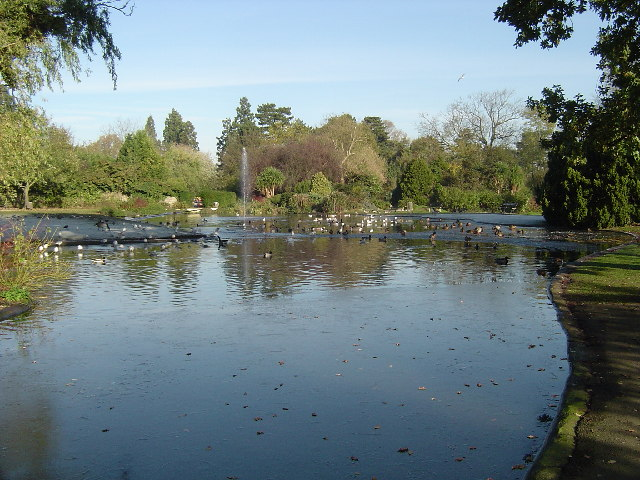
El llac del Parc Memorial Pinner

Pinner és una àrea mixta tant religiosament com culturalment, amb una població minoritària ètnica que ha crescut significativament des dels anys setanta. No obstant això, la sala Pinner tenia la concentració més alta de persones que es descrivien de blancs al districte de Harrow de Londres, amb un 62% de la població el 2011. El 2013, el departament de Pinner South tenia la següent proporció més alta de blancs, amb un 59,4%. Diverses esglésies, una sinagoga i altres serveixen a les necessitats religioses de la comunitat.
Pinner també té la taxa de criminalitat més baixa de tot Londres, amb diverses escoles independents i escoles individuals amb una prestigiosa reputació, cosa que la converteix en una zona popular per a famílies benestants. Al període 2014/15, la sala de Pinner South tenia una taxa de criminalitat de 24,5, que era la més baixa de totes les 628 barres del Gran Londres. El barri també té (dades del 2009 al 2013) la segona esperança de vida femenina més alta de la capital: 91,7 anys, només millorada pel barri holandès de Kensington i Chelsea.

## Fires i Fetes

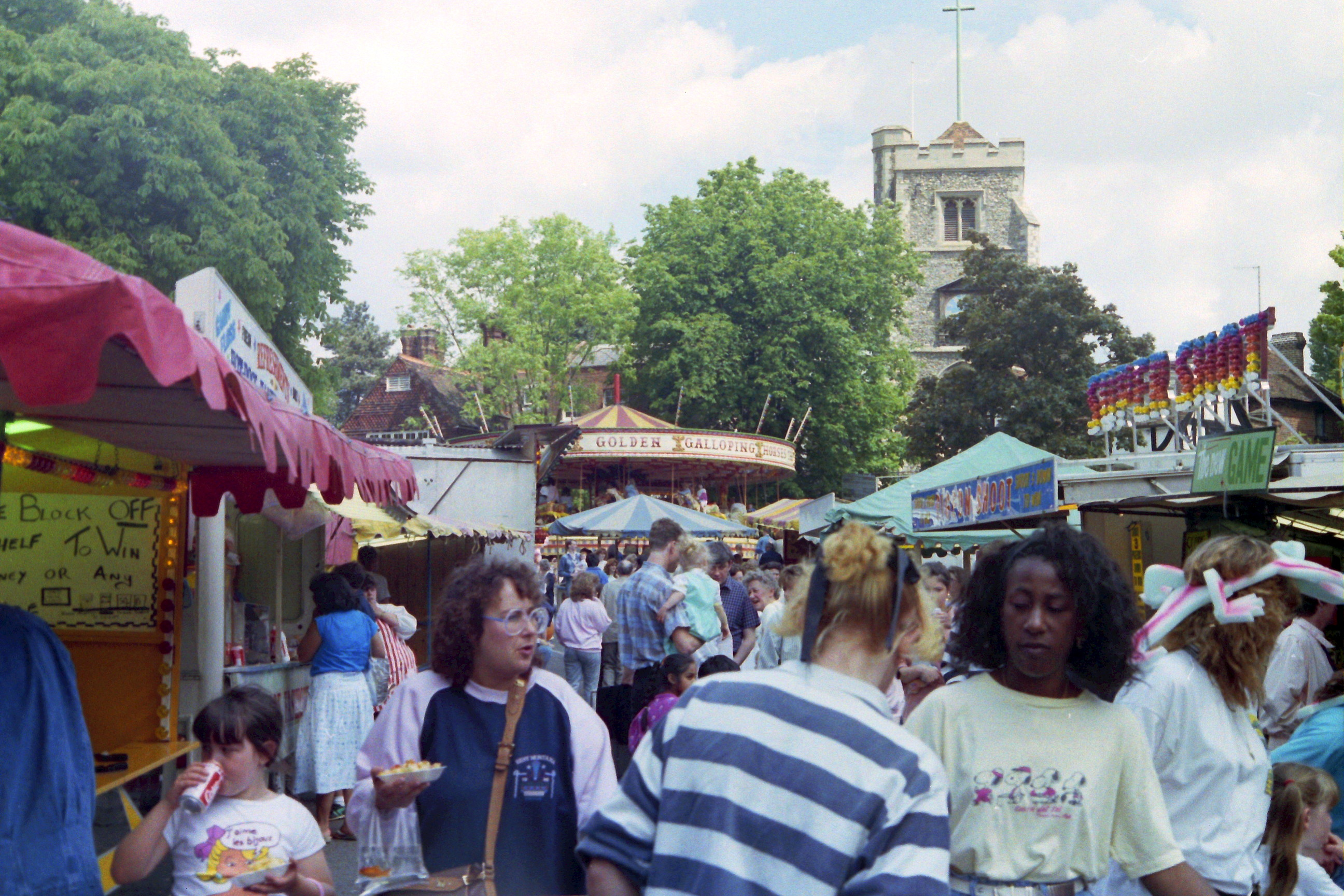
Multituds a la fira Pinner, 1988

Pinner celebra diverses fires i festes que són reconegudes al nord-oest de Londres per reunir la seva comunitat diversa i cosmopolita.
- La Fira Pinner se celebra anualment des de 1336, quan va ser atorgada per Royal Charter pel rei Eduard III. La fira encara atreu milers de persones i famílies de Pinner i de les zones circumdants del nord-oest de Londres.[16][17]
- Pinner Donkey Derby and Fete, celebrat entre el 1925 i el 1939 va ser un esdeveniment benèfic organitzat pel Rev. John Caulfield, rector de St. Luke's, Pinner i Steve Donoghue, un jockey líder en curses planes. Una multitud enorme apareixia per veure el Derby, ja que també era una oportunitat per veure famosos i personalitats esportives de l’època.[18][19][20]
- El Rotary Club de Pinner organitza les celebracions anuals del dia de Sant Jordi i compta amb la "cursa de carretilles Ye Olde". Un esdeveniment únic per a Pinner, que consisteix en un equip de dos que es tornen per empènyer la seva parella en una carretilla mentre beuen cervesa i competeixen per Pinner.[21]

## Esport i lleure
Pinner té un equip de sindicats de rugbi, Pinner i Grammarians RFC, club membre de la Rugby Football Union. És l'equip més júnior que ha subministrat un president a la RFU. Pinner també té un equip de cricket, el Pinner Cricket Club, i un club de futbol juvenil, el Pinner United FC. La zona també té un camp de golf, Pinner.
A més de nombrosos restaurants i diverses cases públiques, Pinner té un grup de teatre amateur, Pinner Players, que actua a la zona des de 1936 i actualment posa en escena produccions al Pinner Village Hall Chapel Lane.
El Museu Heath Robinson del Parc Memorial Pinner es va inaugurar el 2016 i està dedicat a l'obra de William Heath Robinson.

## En la cultura popular

### Literatura
Edward Lear fa referència a Pinner a More Nonsense Pictures, Rhymes, Botany, etc .:
Hi havia una persona gran de Pinner,</br> Tan prim com un llistó, si no més prim;</br> El van vestir de blanc,</br> I el va enrotllar fort,</br> Aquell vell elàstic de Pinner.
HG Wells esmenta Pinner a La guerra dels mons :
Es va assabentar que eren l'esposa i la germana menor d'un cirurgià que vivia a Stanmore, que havia vingut a les poques hores d'un perillós cas a Pinner, i ho va escoltar en alguna estació de ferrocarril en el seu camí cap a l'avanç marcià.

### Mitjans de difusió
- La fira Pinner celebrada a Pinner High Street apareix a la pel·lícula de Sir John Betjeman a la BBC de 1973 , Metro-Land.[29]
- La sèrie de la BBC de may to december (1989-1994) es va ambientar a Pinner, i els seus plans externs es van enregistrar a High Street.[30][31]
- Durant la dècada de 1990, la sèrie de televisió infantil Aquila es va filmar a Pinner i voltants, particularment a l'escola local Cannon Lane.
- Chucklevision, la sèrie de televisió infantil basada en Chuckle Brothers, també es va filmar a Pinner.
- Entre el 2000 i el 2006, Pinner es va utilitzar per a imatges de localització de la sitcom de la BBC My Hero, començant per Ardal O'Hanlon com a Thermoman.[32]
- La comèdia de televisió The Inbetweeners , temporada 1 (2008), episodi 2 de la televisió per a adults de Channel 4, "Bunk Off", es va rodar al carrer principal de Pinner.[33]
- La pel·lícula Nowhere Boy del 2009 va tenir diverses escenes filmades a Pinner, incloses a fora del Queens Head Pub, Pinner High Street,[34] i a Woodhall Gate, que representava la llar d'infància de John Lennon.[35]
- La pel·lícula del 2012 May I Kill U?, escrit i dirigit per Stuart Urban i protagonitzat per Kevin Bishop, també es va rodar a Pinner.[36]
- El rodatge de la pel·lícula de 2014 The Theory of Everything va tenir lloc fora de l'església de Sant Joan Baptista al carrer Pinner High.[37]
- A la sèrie documental, Great British Railway Journeys, sèrie 6 (2015), episodi 6, "Amersham to Regent's Park" apareix Michael Portillo a Pinner, quan va descobrir una deessa domèstica victoriana (Isabella Beeton) i va aconseguir una pinta de la seva més elegant gelat.[38]
- La BBC Radio 1, 24 Years at the Tap End és la memòria de Chris Stark sobre el fet de créixer a Pinner i al seu voltant durant el canvi de mil·lenni.[39]
- El podcast Hit de la BBC Radio 5 Live , que el podcast Peter Crouch fa referència a Pinner, Hatch End i les zones circumdants.[40]
- La sèrie de televisió britànica Killer Eve, temporada 3 (2020), episodi 5, de thriller d’espies i comèdies fosques britàniques es titula "Ets de Pinner?". Això fa referència a l’afició del personatge per Borton a Elton John.[41][42]

## Gent notable

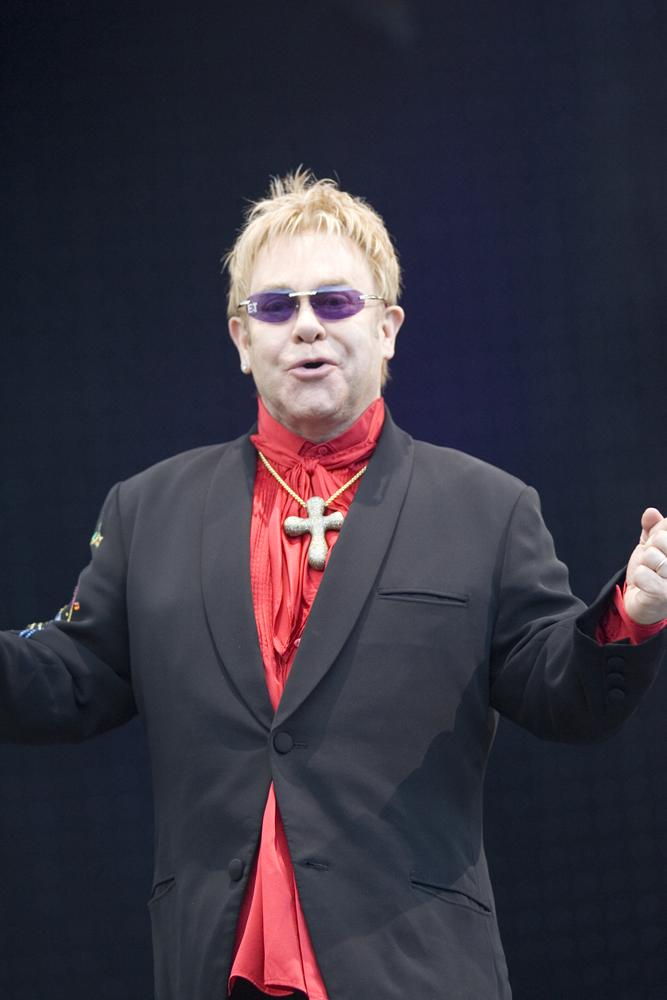
Sir Elton John va néixer i va créixer a Pinner

- Ronnie Barker i David Suchet van ser propietaris d'una sola vegada d'Elmdene del segle XVII a Church Lane.[43]
- Samuel i Isabella Beeton van viure a la finca de Woodridings entre el 1856 i el 1862, període durant el qual es va publicar Mrs Beeton's Book of Household Management .[44]
- Derek Bell, pilot de carreres de motor, va néixer a Pinner.
- Rhodes Boyson vivia a Pinner.
- Leslie Bricusse, més coneguda per la seva col·laboració amb Anthony Newley, va néixer a Pinner.
- Edward Bulwer-Lytton va escriure Eugene Aram a Pinner Wood House el 1832.[45]
- Ivy Compton-Burnett va néixer al poble el 1884.[46]
- Daniel Dancer, el famós avar, va néixer a Pinner, llavors una zona rural del comtat de Middlesex, el 1716.
- Aquí va néixer Charlie Dore, cantant.
- Jo Durden-Smith va néixer aquí el 1941.[47]
- Daniel Finkelstein era resident a Pinner i va crear el baró Finkelstein de Pinner el 2013.[48]
- WS Gilbert, tot i que no vivia a Pinner, va ser-hi magistrat a partir del 1893.[49]
- Martin Gould, jugador de billar professional.
- Tony Hatch, compositor de l'èxit de Petula Clark "Downtown " i va néixer aquí molts altres temes de televisió, inclòs el tema Neighbours.
- Bob Holness, l'antic amfitrió del programa de concursos Blockbusters, va viure aquí.[50]
- Peter Jacobs, esgrimista olímpic, va néixer aquí el 1938.
- Elton John, cantant i compositor més venut, va créixer a Pinner Green i va estudiar a Pinner Wood Junior School, Reddiford School i Pinner County Grammar School.[51][52]
- Norman Kember és un resident de la ciutat de llarga data.[53]
- Brian Lane (1917–1942) va créixer al poble.
- Simon LeBon, vocalista del grup de post-punk rock Duran Duran, va créixer localment i va assistir a la Pinner County Grammar School.
- Liza Lehmann, compositora, va viure a 'Nascot', Waxwell Lane, Pinner durant diversos anys després del seu matrimoni amb Herbert Bedford el 1894.
- Caroline Alice Lejeune, crítica de cinema, vivia aquí amb el seu marit Edward Roffe Thompson, periodista.
- Jane March va créixer aquí abans de traslladar-se als Estats Units. A principis de la seva carrera, a la premsa es deia March a "El pecador de Pinner".[54]
- Agnes Marshall, a qui més se li atribueix la invenció dels cons de gelat comestibles, hi va tenir una casa rural i va morir allà el 1905.
- Patrick Moore, presentador de televisió i astrònom, va néixer a Pinner el 1923, abans de mudar-se amb els seus pares a Bognor Regis quan tenia sis mesos.[55]
- Horatia Nelson, filla de Lord Nelson i Lady Emma Hamilton, va viure a Pinner des del 1860 fins a la seva mort el 1881.
- Henry James Pye (poeta laureat) es va retirar a East End House el 1811.[3]
- Heath Robinson, que va viure a Moss Lane entre el 1913 i el 1918,[56] té un museu dedicat a ell a West House al Pinner Memorial Park.
- Michael Rosen, que escriu llibres per a nens com ara We Going on a Bear Hunt, va viure a Pinner des que va néixer el 1946, fins al 1962.[57]
- Chris Roycroft-Davis és resident.
- David "Screaming Lord" Sutch, que vivia a prop de South Harrow, està enterrat al cementiri nou de Pinner.[58]
- Gordon Waller, de Peter i Gordon, va viure amb la seva família a la casa anomenada Elton, Elm Park Road, i va anar a l'escola preparatòria de St John abans d'embarcar-se a la Westminster School.
- Molly Weir, més coneguda pel seu paper com a personatge de llarga durada Hazel the McWitch a la sèrie de televisió Rentaghost de la BBC, va viure a Pinner fins a la seva mort el 2004.[59]
- Bruce Welch, guitarrista de The Shadows, vivia a Pinner.
- Maude Valerie White, compositora, va viure a Love Lane, Pinner durant la dècada de 1890.
- Chris Stark, presentador de ràdio de la BBC de renom internacional, va créixer a Pinner i als seus voltants.
- Lucy Porter, actriu i escriptora destacada, viu a Pinner.

## Transport

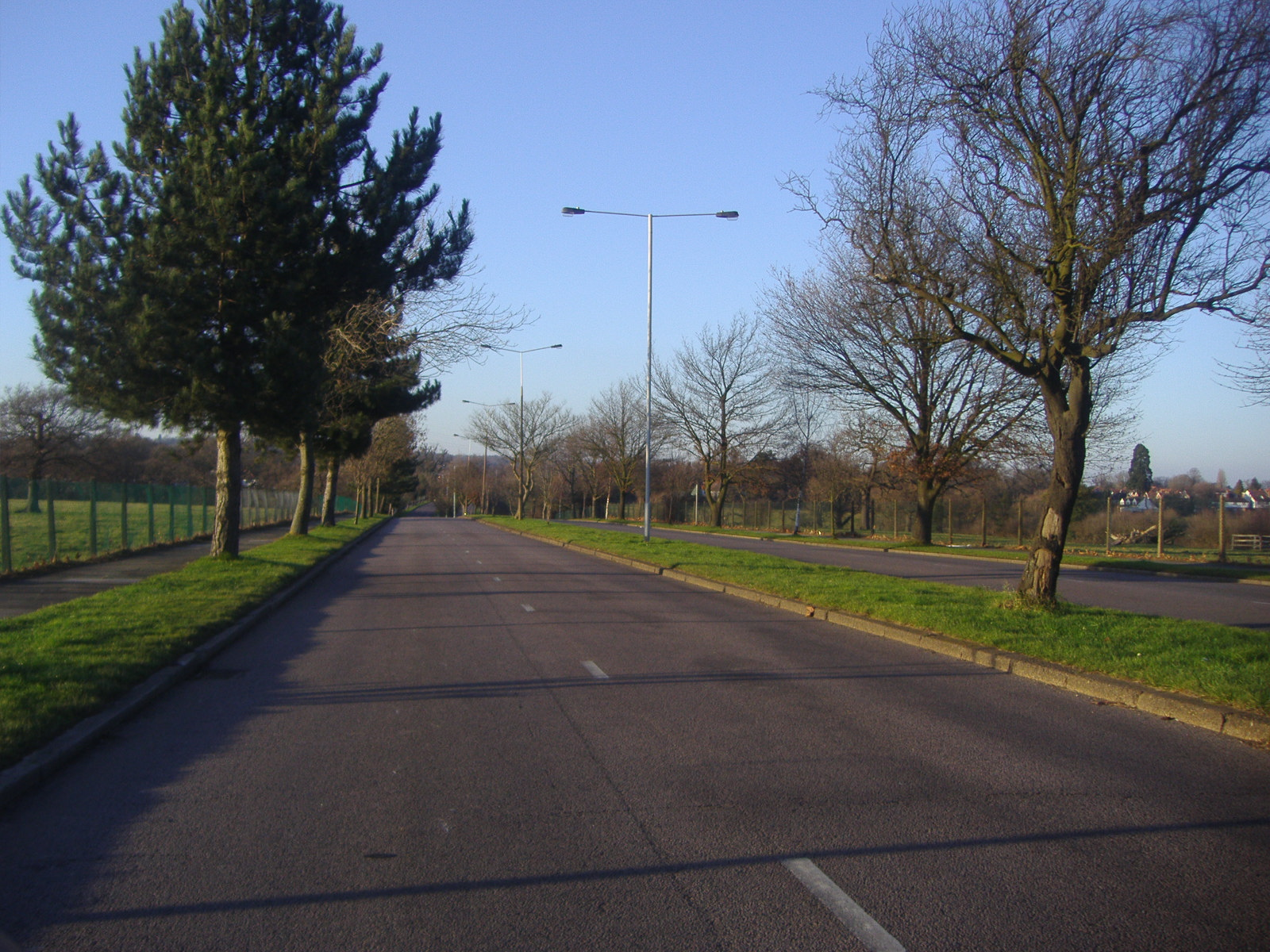
Autovia de l’avinguda George V, que travessa el parc Pinner

### Carril
L'estació de metro Pinner es va inaugurar el 1885 i es troba a la línia Metropolitan de la zona tarifària 5 de Londres. En condicions normals de poc pic, el tren triga aproximadament mitja hora a l'estació de metro de Baker Street i aproximadament tres quarts d'hora a l'estació de metro d'Aldgate.
L'estació de ferrocarril Hatch End es va obrir el 1842 i es troba a la London Overground Watford DC Line de la zona tarifària 6 de Londres. En condicions normals de poc pic, triga aproximadament tres quarts d'hora a l'estació de ferrocarril d'Euston.
| Ruta | Començar                         | Final                              | Operador              |
| 183  | Pinner, Bridge Street            | Estació d'autobusos Golders Green  | Londres Sovereign     |
| H11  | Estació d'autobusos Harrow       | Northwood, Mount Vernon Hospital,  | Londres Sovereign     |
| H12  | Estació d'autobusos South Harrow | Estació de Stanmore                | Londres Sovereign     |
| H13  | Ruislip Lido                     | Northwood Hills, St Vincent's Park | Metrolina             |
| 398  | Estació Ruislip                  | Greenford, Hemery Road             | London United Busways |

El transport públic a Pinner està regit per Transport for London.

## Patrimoni

### Harrow Heritage Plaques
Les plaques marrons són atorgades pel Harrow Heritage Trust, que garanteix la protecció, la preservació, la restauració i la millora del caràcter i les comoditats del districte de Harrow de Londres.
- Casa pública de Queen's Head al carrer Major.[62]
- Wax Well a Waxwell Lane.
- Porta Elthorne al carrer Major.
- Grim's Dyke on Montesole Playing Fields.
- Pinner House a Church Lane.
- Pinner Hill Farm a Pinner Hill Road.

### Plaques patrimonials angleses
L'esquema de plaques blaves de Londres, dirigit per English Heritage, celebra els vincles entre figures notables del passat i els edificis on van viure i treballar.
- Sir Ambrose Heal (1872–1959), "Dissenyador i minorista de mobles, va viure aquí 1901–1917", The Fives Court, Moss Lane[64]
- W. Heath Robinson (1872-1944), "Il·lustrador i dibuixant de còmics va viure aquí 1913-1918", 75 Moss Lane[65]

### Arquitectura
L’arquitectura de Pinner ha evolucionat molt al llarg dels segles. La majoria de l'arquitectura és conservada per residents privats o per l'equip de conservació del consell Harrow.
Arquitectura normanda, gòtica i tudor (1066-1603)
- Església de Sant Joan Baptista a Church Lane[67]

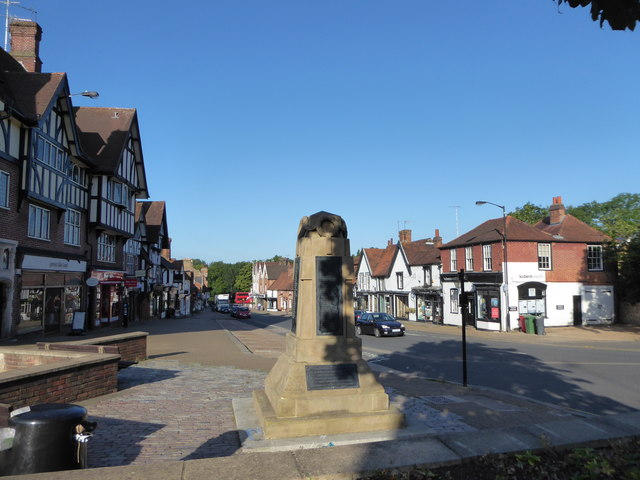
Carrer principal

- Botigues i restaurants al carrer Major[68][69][70][71][72][73][74][75][76][77][78][79]
- Cases rurals i masia a Waxwell Lane[80][81][82]
- Habitatges a Moss Lane[83][84][85][86]

Arquitectura georgiana (1714-1811)
- Pinner House a Church Lane[87]

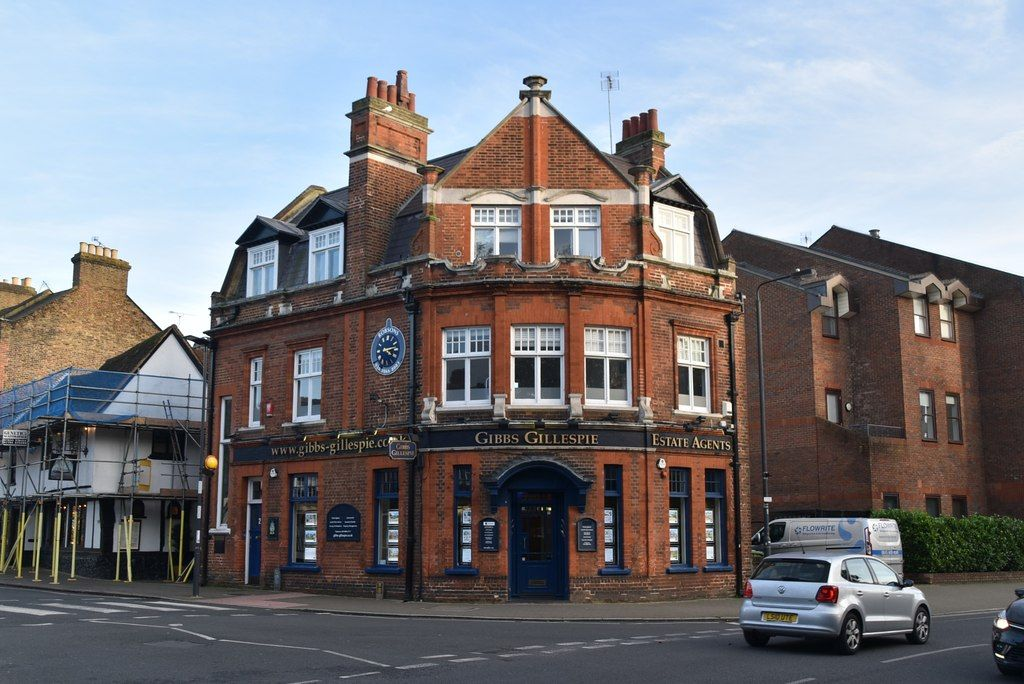
Agent immobiliari a la cantonada de High Street

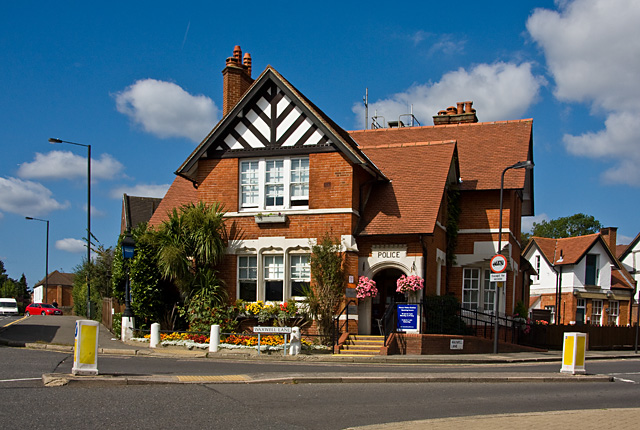
Comissaria Pinner, carril Waxwell

- Botigues, restaurants i cases públiques al carrer Major[88][89][90][91][92][93][94]
- Pinner Park Farm House a l'avinguda George V[95]
- Antic graner al museu Harrow, situat originalment a Pinner Park Farm[96]

Arquitectura victoriana (1837−1901)
- Estació Pinner a l'aproximació de l'estació
- Comissaria de policia Pinner a Elm Park Road[97]

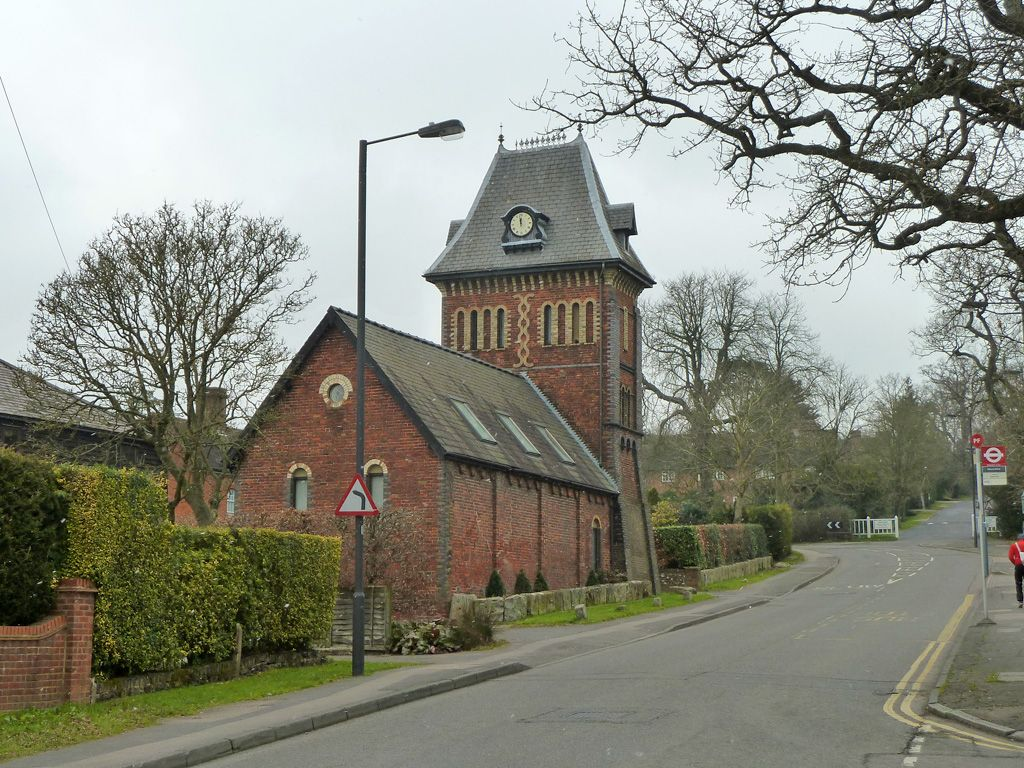
Tooke's Folly a Pinner Hill Farm, c. 1862

- Pinner Hill Farm a Pinner Hill Road[98][99][100]
- Casa del club de golf Pinner Hill a South View Road[101][102]

Arquitectura metro-terrestre (1903-1939)
- Prototips suburbans a la finca de Cecil Park[103][104][105]
- Habitatges de renaixement de Tudor a la finca de Grange
- Habitatges d'Artesania a Pinnerwood Park Estate[68]
- Cases rurals a Elm Park Road[106]

- Elm Park Court a Elm Park Road[68][107]
- Pinner Court a Pinner Road[108]
- Parc de bombers Harrow a Pinner Road
- Escola Pinner Wood als jardins Latimer[109]

Arquitectura moderna (1945–1980)
- Església Catòlica Romana de Sant Lluc a Love Lane[110]
- Botigues a peu de bisbes
- Botigues a Barters Walk
- Habitatges a Nursery Road

Arquitectura postmoderna (1980 – actualitat)
- Museu Heath Robinson al Parc Memorial Pinner[111]
- Habitatges als jardins de Caulfield[112]
- Viver a Camps de joc Montesole
- Pisos a Marsh Road